# Nellie Bly (Schiff)
Die Nellie Bly ist ein autonomer Schlepper, der unter dem Projektnamen „The Machine Odyssey“ im September 2021 den Hamburger Hafen verließ, um Dänemark im autonomen Betrieb zu umrunden.

## Geschichte
Der kleine Schlepper mit einem Pfahlzug von rund vier Tonnen wurde 2016 in Fahrt gesetzt. Ende August 2021 übernahm Sea Machines, ein in Boston ansässiges Unternehmen, zwei baugleiche Einheiten des Typs Stan Tug 1004, die zuvor in der Ostsee eingesetzt wurden. Der nach der Weltreisenden Nellie Bly benannte Schlepper  wurde mit dem von Sea Machines entwickelten autonomem System SM300, bestehend aus spezialisierten Kameras, Radaren, verschiedenen Sensoren und Computern, die auf die entsprechenden Aktoren wirken, für autonome Schifffahrt ausgerüstet. Die Nellie Bly wird von dem Automationssystem Sea Machines SM300 gesteuert, das u. a. die Routenplanung und Navigation, die GNSS-Lokalisierung mit Computer Vision, Radar, AIS und Tiefenmesser enthält. Wichtig ist die mit den Kameras verknüpfte Hinderniserkennung und daraus folgende Kollisionsvermeidung mit dynamischer Routen-Neuplanung ebenso wie die Redundanz der Kommunikationssysteme.
Im September 2021 führte die Nellie Bly eine Teilumrundung Dänemarks durch, bei der das System der Fernsteuerung und -überwachung unter weitgehend realistischen Bedingungen erprobt werden sollte, um Erfahrungen für den Betrieb zukünftiger autonomer Schiffe von einer Zentrale an Land zu sammeln. Im 3000 Meilen entfernten Boston wurde die Nellie Bly vom Personal der US-Küstenwache überwacht und gesteuert.  An Bord des Schleppers befanden sich drei Personen, die nur im Notfall die Steuerung übernehmen sollten. Rund 97 % der Strecke wurden autonom und mit Biokraftstoff zurückgelegt, und es wurden 31 Kollisionsvermeidungs- und Verkehrstrennungsmanöver automatisch durchgeführt.